# Euphyia panochra
Euphyia panochra là một loài bướm đêm trong họ Geometridae.